# 바운스볼
《바운스볼》은 [ Raon Games ] (라온 게임즈)의 게임이다. 수많은 장애물을 피해 별을 모두 획득하는 것이 게임의 목표이며, 월드는 총 41개, 스테이지는 1722개(익스퍼트 포함 1864개)가 있다.

## 월드
- 지하
- 지상
- 하늘
- 우주
- 화성
- 목성
- 토성
- 천왕성
- 해왕성
- 카이퍼 벨트
- 오르트 구름
- 알파 센타우리
- 엡실론 에리다니
- 글리제 581
- 벨레로폰
- 알골
- 베텔게우스
- 말머리 성운
- V V 시퍼이 A
- 게 성운
- 초신성
- 블랙홀
- 우리 은하
- 마젤란 은하
- 안드로메다
- 퀘이사
- 빅뱅
- 공허
- 갈 시간
- 플랑크
- 최초의 은하
- 미확인 행성
- 태양계
- 트리톤
- 미란다
- 오베론
- 판도라
- 타이탄
- 유로파
- 이오
- 데이모스

## 맵 에디터
기존 바운스볼은 맵을 직접 만들 수 있는 맵 스토어 기능이 있다. 2020.10.06 기준으로 대부분의 오브젝트를 배치할 수 있다. 소셜모드의 넘어지는 지형은 배치할 수 없다. 또한 깜빡이 블럭, 낙석, 레이저상자등의 움직이는 오브젝트의 속도, 딜레이를 조정할 수 있다. 25 × 13의 크기의 맵을 제작할 수 있으며 최대 45 x 13 크기로 늘릴 수 있다. 또한 맵을 검색하거나 최신맵을 찾을 수 있다. 맵을 검색 할 때 2~50자만 검색할 수 있다. 맵을 클리어하면 별점(1~5점)을 줄 수 있으며 반개 단위로 평가할 수 없다. 맵을 제작 후 테스트로 클리어해야 업로드 할 수 있다.(불가능한맵이 올라오는 현상 방지를 위해) 맵의 이름은 영어, 한국어, 공백, 숫자, 기호만 가능하며 50자를 넘기면 안된다.

## 소셜 네트워크 모드
2013년 7월부터 2016년까지 있었던 모드로 일종의 타임어택 모드이다. 글로벌 사람들의 순위도 확인할 수 있다. 131개의 맵이 있으며 2017년 1월에 사라졌다.

## 오브젝트
- 바운스볼: 기본 요소. 블럭에 닿으면 1칸 점프한다. 장애물에 닿거나 떨어지면 죽는다.
- 노란 별: 모두 획득하면 클리어된다.
- 지형 블럭: 지하 1단계(소셜 1단계)에서 처음 등장한다. 가장 기본적인 오브젝트이다. 색깔은 월드마다 다양하다.
- 소멸 블럭: 지하 3단계(소셜 3단계)에서 처음 등장한다. 밟으면 사라지는 블럭이다.
- 상승 블럭: 지하 5단계(소셜 3단계)에서 처음 등장한다. 밟으면 높이 점프한다.
- 가시: 지하 7단계(소셜 4단계)에서 처음 등장한다. 닿으면 죽는다. 가시가 아닌 다른쪽은 닿아도 안죽는다.
- 좌우 직진 이동기: 지하 9단계(소셜 5단계)에서 처음 등장한다. 밟으면 해당 방향을 향해 이동하다가 벽에 닿거나 터치하면 떨어진다.
- 이동 블럭: 지하 15단계(소셜 11단계)에서 처음 등장한다. 자동으로 움직인다. 벽이나 전환점에 닿으면 반대방향으로 이동하며 전기 스위치를 비활성화하면 움직이지 않는다. 또한 이동하는 방향에 아무것도 없으면 반대 방향으로 이동하는게 아니고 사라진다(미란다 15스테이지에서 확인).
- 넘어지는 지형: 소셜모드에서만 존재한다. 2, 10, 27, 30단계에서 등장하며 27단계는 다라 기능이고 나머지는 도미노 기능이다.
- 대시 아이템: 지상 1단계(소셜 7단계)에서 처음 등장한다. 먹고 더블터치하면 멀리 점프한다.
- 파란색 깜빡이 블럭: 우주 4단계(소셜 35단계)에서 처음 등장한다. 파란색일 때만 블럭 역할을 한다.
- 전기: 화성 1단계(소셜 28단계)에서 처음 등장한다. 번개 부분에 닿으면 죽는다. 전기 스위치로 끌 수도 있다.
- 하강 블럭: 화성 2단계(소셜 52단계)에서 처음 등장한다. 밟으면 진해지며 블럭이나 가시쪽으로 하강한다. 블럭이나 가시가 없으면 사라진다.
- 점프 아이템: 목성 1단계(소셜 21단계)에서 처음 등장한다. 더블터치하면 높이 점프한다.
- 낙석: 토성 1단계(소셜 63단계)에서 처음 등장한다. 아래를 향해 블록이나 가시가 있을 때까지 이동한다. 닿으면 죽는다. 낙석이 산탄발사기에 닿으면 파란 산탄이 나온다.
- 투명 별: 천왕성 1단계(소셜 55단계)에서 처음 등장한다. 별 스위치를 활성화하면 노란 별이 되어 먹을 수 있게 된다. 투명 상태일 때는 먹기가 불가능하다.
- 별 스위치: 천왕성 1단계(소셜 55단계)에서 처음 등장한다. 하강블럭, 낙석, 레이저, 레이저상자등이 닿으면 활성화된다.
- 회전 표창: 천왕성 6단계에서 처음 등장한다. 블록 주위를 도는 표창이다. 맵 에디터에서는 사용할 수 없다.
- 소멸 상승블럭: 해왕성 1단계(소셜 94단계)에서 처음 등장한다. 밟으면 사라지며 점프 높이도 1칸 높다.
- 전기 스위치: 카이퍼 벨트 1단계(소셜 42단계)에서 처음 등장한다. 전기를 키거나 끌 수 있다.
- 전동 블럭: 카이퍼 벨트 10단계에서 처음 등장한다. 전기 스위치를 키면 색깔이 바뀌면서 화살표 방향으로 1칸 움직인다. 끄면 원래대로 되돌아온다.
- 단칸 이동기: 오르트 구름 1단계(소셜 74단계)에서 처음 등장한다. 밟으면 화살표 방향으로 1칸 움직인다.
- 사방향 직진 이동기: 알파 센타우리 1단계(소셜 114단계)에서 처음 등장한다. 닿으면 상-우-하-좌 순으로 일정 시간마다 바뀌는데 터치하면 노란색으로 가리키는 곳으로 이동한다. 직진 이동기와는 다르게 터치로 직진을 취소할 수 없고 벽에 닿아야만 취소된다. 직진하는 방향에 아무것도 없으면 이탈 후 죽는다.
- 분홍색 레이저: 엡실론 에리다니 1단계에서 처음 등장한다. 닿으면 죽는다. 블럭으로 레이저를 막을 수 있다.
- 워프 홀: 글리제 581 1단계에서 처음 등장한다. 모양은 사각형, 원으로 두가지가 있다. 원모양은 11단계에서 처음 등장한다. 검은 워프홀에 들어가면 들어간 모양과 같은 모양인 하얀색 워프홀로 워프한다. 해당 모양에 둘중 한가지 색만 있으면 워프하지 않는다.
- 레이저 상자: 벨레로폰 1단계에서 처음 등장한다. 일정 시간마다 아래에 줄이 그어저 있는 반대방향으로 점프한다. 닿으면 죽는다.
- 파란색 레이저: 알골 1단계에서 처음 등장한다. 기능은 분홍색과 비슷하지만 닿으면 죽지 않고 지형 역할을 한다.
- 공 활성화/비활성화 아이템: 베텔게우스 1단계에서 처음 등장한다. 비활성화 아이템에 닿으면 별을 먹을 수 없게 되고 변색 블럭에 닿아도 작동되지 않는다. 다시 활성화 아이템에 닿으면 별을 다시 먹을 수 있게 되고 변색 블럭도 작동된다.
- 공중 표창: 베텔게우스 11단계에서 처음 등장한다. 블럭이나 전환점에 닿으면 반대방향으로 이동하며 아무것도 없으면 이탈한다. 닿으면 죽는다.
- 근거리 워프 아이템: 말머리 성운 1단계에서 처음 등장한다. 더블터치하면 그 사이에 있는 벽이나 장애물을 뛰어넘을 수 있다.
- 산탄 발사기: V V 시퍼이 A 1단계에서 처음 등장한다. 빨간 산탄을 발사하며 발사하지 않는것도 있다. 낙석이나 공이 산탄발사기에 닿으면 파란 산탄이 나오는데 파란 산탄은 무조건 발사된다. 빨간 산탄과 달리 닿으면 소멸하는 블럭을 파란 산탄으로 소멸시킬 수 있다. 빨간 산탄이든 파란 산탄이든 닿으면 죽는다.
- 벽 타기 블럭: 게 성운 1단계에서 처음 등장한다. 노란부분에 닿으면 벽을 탈 수 있으며 해당 방향으로 터치하면 높이 올라가거나 반대 방향으로 멀리 갈 수 있다.
- 빨간색 깜빡이 블럭: 초신성 1단계에서 처음 등장한다. 소셜모드에서는 마지막 단계인 131단계에서만 등장한다. 파란색과는 달리 빨간색 상태에서 닿으면 죽는다.

## 후속작 바운스볼 2.5D
기존 바운스볼의 후속작인 바운스볼 2.5D는 기존버전보다 컨텐츠(맵 제작 등)가 별로 없으나, 새로운 것들이 있다.

## 논란
게임 개발자가 아닌 사람이 가짜 바운스볼을 유포하여 도청을 시도한 것이 논란이 되고 있다. 이에 [Raon Games] (라온 게임즈) 측은 바운스볼은 도청 앱이 아니라고 발표하였다.
바운스볼의 apk를 디컴파일한 뒤 노무현 전 대통령을 비하하는 내용을 넣은 버전이 인터넷 상에 유포되기도 하였다. 이에 노무현 재단에서는 노무현을 비하하는 행위에 대해 법적 대응을 하겠다고 했다.